# Landkreis Heilbronn
Landkreis Heilbronn is een Landkreis in de Duitse deelstaat Baden-Württemberg. Op 31 december 2020 telde de Landkreis 346.363 inwoners op een oppervlakte van 1.099,95 km².
De Landkreis Heilbronn omsluit de stad Heilbronn, die zelf niet tot de Landkreis behoort, maar waar wel het bestuur van de Landkreis is gevestigd.

## Steden en gemeenten
De volgende steden en gemeenten liggen in Heilbronn:
| Steden | Gemeenten |
| --- | --- |
| 1. Bad Friedrichshall 2. Bad Rappenau 3. Bad Wimpfen 4. Beilstein (Württemberg) 5. Brackenheim 6. Eppingen 7. Güglingen 8. Gundelsheim 9. Lauffen am Neckar 10. Löwenstein 11. Möckmühl 12. Neckarsulm 13. Neudenau 14. Neuenstadt am Kocher 15. Schwaigern 16. Weinsberg 17. Widdern | 1. Abstatt 2. Cleebronn 3. Eberstadt 4. Ellhofen 5. Erlenbach 6. Flein 7. Gemmingen 8. Hardthausen am Kocher 9. Ilsfeld 10. Ittlingen 11. Jagsthausen 12. Kirchardt 13. Langenbrettach 14. Lehrensteinsfeld 15. Leingarten 16. Massenbachhausen 17. Neckarwestheim 18. Nordheim 19. Obersulm 20. Oedheim 21. Offenau 22. Pfaffenhofen 23. Roigheim 24. Siegelsbach 25. Talheim 26. Untereisesheim 27. Untergruppenbach 28. Wüstenrot 29. Zaberfeld |

### Samenwerkingsverbanden
De samenwerkingsverbanden in het Landkreis hebben 2 verschillende namen, namelijk:
- Vereinbarte Verwaltungsgemeinschaften
- Gemeindeverwaltungsverbände

De lichtere van die twee is de Vereinbarte Verwaltungsgemeinschaft. Bij deze vorm van samenwerking worden de minimale wettelijke taken toebedeeld aan de 'vervullende gemeente'. De term 'vervullende gemeente' wil zeggen de gemeente die de wettelijke taken uitvoert voor het samenwerkingsverband.

 De Verwaltungsgemeinschaften zijn:
- Bad Friedrichshall (Bad Friedrichshall, Oedheim, Offenau)
- Bad Rappenau (Bad Rappenau, Kirchardt, Siegelsbach)
- Brackenheim (Brackenheim, Cleebronn)
- Eppingen (Eppingen, Gemmingen, Ittlingen)
- Lauffen am Neckar (Lauffen am Neckar, Neckarwestheim, Nordheim)
- Möckmühl (Jagsthausen, Möckmühl, Roigheim, Widdern)
- Neckarsulm (Erlenbach, Neckarsulm, Untereisesheim)
- Neuenstadt am Kocher (Hardthausen am Kocher, Langenbrettach, Neuenstadt am Kocher)
- Obersulm (Löwenstein, Obersulm)
- Schwaigern (Massenbachhausen, Schwaigern)

 De Gemeindeverwaltungsverbände zijn:
- Flein-Talheim (Flein, Talheim)
- Oberes Zabergäu (Güglingen, Pfaffenhofen, Zaberfeld)
- Schozach-Bottwartal (Abstatt, Beilstein, Ilsfeld, Untergruppenbach)
- Raum Weinsberg (Eberstadt, Ellhofen, Lehrensteinsfeld, Weinsberg)

Alb-Donau-Kreis · Baden-Baden · Biberach · Bodenseekreis · Böblingen · Breisgau-Hochschwarzwald · Calw · Emmendingen · Enzkreis · Esslingen · Freiburg im Breisgau · Freudenstadt · Göppingen · Heidelberg · Heidenheim · Heilbronn (stad) · Landkreis Heilbronn · Hohenlohe · Karlsruhe (stad) · Landkreis Karlsruhe · Konstanz · Lörrach · Ludwigsburg · Main-Tauber-Kreis  · Mannheim · Neckar-Odenwald-Kreis · Ortenaukreis · Ostalbkreis · Pforzheim · Rastatt · Ravensburg · Rems-Murr-Kreis · Reutlingen · Rhein-Neckar-Kreis · Rottweil · Schwäbisch Hall · Schwarzwald-Baar-Kreis · Sigmaringen · Stuttgart · Tübingen · Tuttlingen · Ulm · Waldshut · Zollernalbkreis
Abstatt ·
Bad Friedrichshall ·
Bad Rappenau ·
Bad Wimpfen ·
Beilstein ·
Brackenheim ·
Cleebronn ·
Eberstadt ·
Ellhofen ·
Eppingen ·
Erlenbach ·
Flein ·
Gemmingen ·
Güglingen ·
Gundelsheim ·
Hardthausen am Kocher ·
Ilsfeld ·
Ittlingen ·
Jagsthausen ·
Kirchardt ·
Langenbrettach ·
Lauffen am Neckar ·
Lehrensteinsfeld ·
Leingarten ·
Löwenstein ·
Massenbachhausen ·
Möckmühl ·
Neckarsulm ·
Neckarwestheim ·
Neudenau ·
Neuenstadt am Kocher ·
Nordheim ·
Obersulm ·
Oedheim ·
Offenau ·
Pfaffenhofen ·
Roigheim ·
Schwaigern ·
Siegelsbach ·
Talheim ·
Untereisesheim ·
Untergruppenbach ·
Weinsberg ·
Widdern ·
Wüstenrot ·
Zaberfeld